# Music (programma televisivo)
Music è stato un programma televisivo italiano di genere varietà e musicale, condotto da Paolo Bonolis e Luca Laurenti, andato in onda su Canale 5 ogni mercoledì in prima serata per due puntate, l'11 e il 18 gennaio 2017, e successivamente mercoledì 1º febbraio 2017 con una terza puntata che riepiloga il meglio delle due puntate precedenti. Visto il successo della prima edizione, lo show venne confermato per una seconda edizione, che è andata in onda dal 6 al 20 dicembre 2017 ogni mercoledì per tre puntate (stessa collocazione e numero di puntate della precedente) ma l'ultima puntata, prevista per mercoledì 20 dicembre, è stata posticipata a sabato 23 dicembre.
Durante il suo corso venivano proposte famose canzoni nell'interpretazione di artisti diversi da quelli originali, accompagnati da una band e da un'orchestra di 64 musicisti, diretti dal maestro Diego Basso, mentre un gruppo di street dancers si esibiva in moderne coreografie e Luca Laurenti interpretava le canzoni della sua vita. Music andava in onda dal Teatro 5 di Cinecittà a Roma.

## Edizioni
| Edizione | Inizio          | Fine             | Puntate | Conduzione                    |
| -------- | --------------- | ---------------- | ------- | ----------------------------- |
| 1ª       | 11 gennaio 2017 | 18 gennaio 2017  | 2       | Paolo Bonolis e Luca Laurenti |
| 2ª       | 6 dicembre 2017 | 23 dicembre 2017 | 3       | Paolo Bonolis e Luca Laurenti |

## Audience
| Edizione | Rete televisiva | Anno | Stagione        | Programmazione | Programmazione | Programmazione | Programmazione | Programmazione | Programmazione | Programmazione | Collocazione | Telespettatori | Share  | Premiere       | Premiere | Finale         | Finale |
| Edizione | Rete televisiva | Anno | Stagione        | L              | M              | M              | G              | V              | S              | D              | Collocazione | Telespettatori | Share  | Telespettatori | Share    | Telespettatori | Share  |
| -------- | --------------- | ---- | --------------- | -------------- | -------------- | -------------- | -------------- | -------------- | -------------- | -------------- | ------------ | -------------- | ------ | -------------- | -------- | -------------- | ------ |
| 1ª       | Canale 5        | 2017 | inverno         |                |                |                |                |                |                |                | Prima serata | 4 315 000      | 19,54% | 4 659 000      | 21,23%   | 3 972 000      | 17,85% |
| 2ª       | Canale 5        | 2017 | autunno-inverno |                | 2 933 000      | 14,06%         | 3 222 000      | 15,31%         | 2 489 000      | 11,80%         | Prima serata |                |        |                |          |                |        |

## Puntate e ascolti

### Prima edizione (gennaio 2017)
La prima edizione è andata in onda per due puntate su Canale 5, l'11 ed il 18 gennaio 2017.
La prima puntata dell'11 gennaio, che ha visto ospiti tra gli altri John Travolta e Simon Le Bon, ha ottenuto un buon successo con 4,6 milioni di spettatori contro i 5,1 milioni del match di Coppa Italia Juventus-Atalanta; la seconda puntata ha tuttavia ottenuto un risultato inferiore fermandosi a circa 3,9 milioni di spettatori e il 17% di share, mentre la successiva puntata (un mix delle due serate con contenuti inediti) ha raggiunto 2,6 milioni di spettatori con appena l'11% di share.

#### Prima puntata
| Interprete      | Canzone e interprete originale                                                                                   |
| --------------- | --- |
| John Miles      | Music di John Miles                                                                                              |
| Simon Le Bon    | Incontro con Barbara Blanc (protagonista del film Sposerò Simon Le Bon) In a Broken Dream dei Python Lee Jackson |
| Francesco Renga | L'ultima occasione di Mina                                                                                       |
| John Travolta   | You're the One That I Want di John Farrar (passo a due con Lorella Cuccarini)                                    |
| Fedez e J-Ax    | Domani smetto degli Articolo 31                                                                                  |
| Ezio Bosso      | Sonata per pianoforte n.14 (Al chiaro di luna) di Ludwig van Beethoven                                           |
| Manuel Agnelli  | The Long and Winding Road dei Beatles (con Rodrigo D'Erasmo)                                                     |
| The Kolors      | Money dei Pink Floyd (con Tullio De Piscopo) My Sharona, dei The Knack (con Nek)                                 |
| Elisa           | Hallelujah, di Leonard Cohen                                                                                     |
| Enzo Avitabile  | Sex Machine, di James Brown (con Marcus Miller) A me me piace 'o blues, di Pino Daniele (con Marcus Miller)      |

#### Seconda puntata
| Interprete         | Canzone e interprete originale                                                                    |
| ------------------ | ------------------------------------------------------------------------------------------------- |
| Anastacia          | I Don’t wanna miss a thing degli Aerosmith                                                        |
| Nek                | Every breath you take dei The Police                                                              |
| Benji & Fede       | Thinking out loud di Ed Sheeran Vorrei di Cesare Cremonini                                        |
| Gianna Nannini     | Insieme a te non ci sto più di Caterina Caselli                                                   |
| Loredana Bertè     | A chi di Fausto Leali Hurt di Roy Hamilton (con Noemi)                                            |
| Antonello Venditti | Ci vorrebbe un amico di Antonello Venditti Alta marea di Antonello Venditti (nuovo arrangiamento) |
| Morgan             | Space Oddity di David Bowie Life on Mars di David Bowie                                           |
| Gérard Depardieu   | Nathalie di Gilbert Bécaud                                                                        |
| Dolcenera          | Another star di Stevie Wonder                                                                     |
| Gabriele Esposito  | Passo a due sulle note di Ho difeso il mio amore dei Nomadi (interpretata da Luca Laurenti)       |
| Piero Pelù         | Il Pescatore di Fabrizio De André Paranoid dei Black Sabbath                                      |

#### Ascolti
| Puntata | Messa in onda    | Telespettatori | Share  |
| ------- | ---------------- | -------------- | ------ |
| 1       | 11 gennaio 2017  | 4 659 000      | 21,23% |
| 2       | 18 gennaio 2017  | 3 972 000      | 17,85% |
| Media   | Media            | 4 315 000      | 19,54% |
| 3       | 1º febbraio 2017 | 2 604 000      | 11,04% |

- Nota: La terza puntata è da considerarsi tale solo in parte (perciò esclusa dalla media totale), trattandosi di un montaggio composto da una prima parte con ospiti ed annesse esibizioni inedite ed una seconda (Il meglio) con ritrasmissione di alcune performance delle precedenti due serate.

### Seconda edizione (dicembre 2017)
La seconda edizione va in onda per tre puntate su Canale 5 dal 6 al 23 dicembre 2017. Quest'edizione è stata annunciata il 19 marzo 2017, nell'ambito del rinnovo contrattuale di Bonolis con Mediaset. La prima puntata con ospite Marilyn Manson ha ottenuto il 15% di share e circa 3 milioni di spettatori, un risultato inferiore a quello registrato durante la prima edizione, mentre la seconda puntata ha ottenuto anch'essa il 15% di share a causa del successo della prima puntata di Indietro tutta! 30 e l'ode; la terza puntata originariamente prevista per mercoledì 20 dicembre è stata posticipata al 23 dicembre, per evitare il confronto con la seconda puntata di Indietro tutta. Quest'ultima puntata ha ottenuto 2,4 milioni di spettatori e l'11,8% di share contro il 16% ottenuto dallo speciale Telethon dei Soliti ignoti condotto da Amadeus.

#### Prima puntata
| Interprete         | Canzone e interprete originale |
| ------------------ | --- |
| Vittorio Grigolo   | Somebody to love dei Queen E lucevan le stelle... di Giacomo Puccini/The Show must go on dei Queen                                                                                           |
| Gianni Morandi     | Stardust di Nat King Cole Smoke Gets in Your Eyes dei The Platters (cover in italiano inedita) Occhi di ragazza di Gianni Morandi (con Luca Zingaretti) Dobbiamo fare luce di Gianni Morandi |
| Luca Zingaretti    | I migliori anni della nostra vita di Renato Zero |
| Luis Fonsi         | Despacito di Luis Fonsi (nuovo arrangiamento) Against All Odds di Phil Collins |
| Marilyn Manson     | Sweet Dreams degli Eurythmics |
| Levante            | Vita di Gianni Morandi e Lucio Dalla |
| Riccardo Cocciante | Michelle dei The Beatles Quando finisce un amore di Riccardo Cocciante Margherita di Riccardo Cocciante (a cappella)                                                                         |

#### Seconda puntata
| Interprete         | Canzone e interprete originale |
| ------------------ | --- |
| Checco Zalone      | La prima repubblica di Checco Zalone Angela/Gli uomini sessuali/Siamo una squadra fortissimi di Checco Zalone Grazie Jobs Act di Checco Zalone (riscrittura de La locomotiva di Francesco Guccini) Holly e Benji due fuoriclasse/Kiss Me Licia (rispettivamente di Paolo Picutti e Cristina D'Avena) (canzoni riadattate in chiave omosessuale a seguito dell'imitazione di Nichi Vendola) Alleria e Je so' pazzo di Pino Daniele |
| Mickey Rourke      | Intervista |
| Francesco Gabbani  | Occidentali's Karma di Francesco Gabbani Tra le granite e le granate di Francesco Gabbani Centro di gravità permanente di Franco Battiato |
| Patty Pravo        | Ragazzo triste di Patty Pravo Il mio canto libero di Lucio Battisti |
| Gigi D'Alessio     | Avrai di Claudio Baglioni Come suena el corazon di Gigi D'Alessio Mon Amour di Gigi D'Alessio |
| Claudio Santamaria | Sfiorivano le viole di Rino Gaetano Almost blue di Chet Baker (solo tromba) Jeeg robot d'acciaio di Fogus e Detto Mariano (cover della canzone in versione indie inserita nel film Lo chiamavano Jeeg Robot) |
| David Garret       | Superstition di Stevie Wonder (solo violino) |
| Edoardo Bennato    | Mangiafuoco di Edoardo Bennato Diana di Paul Anka |

#### Terza puntata
| Interprete             | Canzone e interprete originale                                                     |
| ---------------------- | ---------------------------------------------------------------------------------- |
| Al Bano e Yari Carrisi | The House of the Rising Sun dei The Animals Nel Sole di Al Bano                    |
| Riki                   | Emozioni di Lucio Battisti                                                         |
| The Kolors             | Bohemian Rhapsody/Innuendo/Don't Stop Me Now dei Queen                             |
| Massimo Ranieri        | Se bruciasse la città di Massimo Ranieri Tu si 'na cosa grande di Domenico Modugno |
| John McEnroe           | What a wonderful world di Louis Armstrong (cover in versione punk)                 |
| Luca Carboni           | Mare mare di Luca Carboni Quale allegria di Lucio Dalla                            |
| Nicola Cavallaro       | What I’d say di Ray Charles                                                        |
| Marco Masini           | Ci vorrebbe il mare di Marco Masini Fiore di maggio di Fabio Concato               |
| Francesca Michielin    | Mi fido di te di Jovanotti                                                         |

#### Ascolti
| Puntata | Messa in onda    | Telespettatori | Share  |
| ------- | ---------------- | -------------- | ------ |
| 1       | 6 dicembre 2017  | 3 222 000      | 15,31% |
| 2       | 13 dicembre 2017 | 3 089 000      | 15,06% |
| 3       | 23 dicembre 2017 | 2 489 000      | 11,80% |
| Media   | Media            | 2 933 000      | 14,06% |